# Yale AC
Yale AC was een Braziliaanse sportclub uit Belo Horizonte, in de deelstaat Minas Gerais.

## Geschiedenis
De club werd op 7 augustus 1910 opgericht door Italiaanse immigranten. De club bood meerdere sporten aan, waaronder voetbal. Op 16 november 1911 speelde de club een vriendschappelijke wedstrijd tegen America uit Rio de Janeiro. Het was een van de eerste interstaatwedstrijden voor een club uit Minas Gerais. In 1915 speelde de club in de eerste editie van de Campeonato Mineiro, het staatskampioenschap van Minas Gerais. In 1921 verlieten enkele spelers de club om de nieuwe club SS Palestra Itália op te richten, het huidige Cruzeiro EC. In 1925 trok de club zich terug uit de competitie en speelde enkel nog vriendschappelijke wedstrijden tot 1930.